# Roldana marquezii
Roldana marquezii là một loài thực vật có hoa trong họ Cúc. Loài này được (B.L. Turner) C. Jeffrey miêu tả khoa học đầu tiên năm 1992.